# Więckowice (Basses-Carpates)
Pour les articles homonymes, voir Więckowice.
Więckowice est une localité polonaise de la gmina de Roźwienica, située dans le powiat de Jarosław en voïvodie des Basses-Carpates.